# 柴田周吉
柴田 周吉（しばた しゅうきち、1897年〈明治30年〉12月15日 - 1982年〈昭和57年〉10月2日）は日本の教育者、実業家、財界人。位階勲等は勲二等正四位。桐蔭学園の創立者。
筑波大学（旧東京教育大学）移転の際には質実共に陰の力となり長期に渡ったプロジェクトの実現に尽力した。筑波学都資金財団を創設し各理事長をつとめ、筑波研修センターを建設した。紫峰会を設立。
理事長をつとめた茗渓会の同窓と共に茗溪学園創立。
未来ある若者を思い奨学金制度、財団法人柴田育英会（現公益財団法人柴田育英会）を創立。
教育者として
茗渓会会長、桐蔭学園初代理事長、茗渓学園初代理事長、科学技術学園理事長、柴田育英会初代会長、筑波学都資金財団各理事長、紫峰会初代会長、都教育委員をつとめる。
財界人として
三菱化成工業株式会社（現三菱ケミカル株式会社）社長、永楽トラベルサービス株式会社（現菱和ダイヤモンド航空サービス株式会社）社長、ユニオン映画株式会社取締役、日本経済団体連合会常任理事、宝満会会長をつとめる。

## 略歴
- 福岡県若松（現北九州市）出身
- 東京高等師範学校（東京教育大学）卒
- 1928年（昭和 3年） - 東北帝国大学（現東北大学）法文学部卒

### 教育者としての歩み
- 1917年（大正 6年） - 八幡の小学校奉職
- 1937年（昭和12年） - 鹿児島女子師範学校国漢教師
- 1938年（昭和13年） - 東京府立三中（東京都立両国高等学校）講師
- 1963年（昭和38年） - 紺綬褒章受章
- 1963年（昭和38年） - 筑波研究学園都市が閣議決定される
- 1964年（昭和39年） - 桐蔭学園創立
- 1964年（昭和39年） - 桐蔭学園初代理事長就任
- 1964年（昭和39年） - 茗渓会理事長就任
- 1964年（昭和39年） - 藍綬褒章受章
- 1967年（昭和42年） - 科学技術学園理事長就任
- 1968年（昭和43年） - 勲二等瑞宝章受章
- 1971年（昭和46年） - 第53回全国高等学校野球選手権大会にて桐蔭学園初出場初優勝
- 1973年（昭和48年） - 新構想大学として東京教育大学を母体に筑波大学発足
- 1974年（昭和49年） - 筑波大学参与
- 1977年（昭和52年） - 筑波大学紫峰会設立及び初代紫峰会会長就任
- 1979年（昭和54年） - 茗渓学園創立（茗渓会同窓と共に）
- 1979年（昭和54年） - 茗渓学園初代理事長就任
- 1981年（昭和56年） - 財団法人柴田育英会設立認可
- 1982年（昭和57年） - 叙正四位、勲二等旭日重光章受章

### 実業家としての歩み
- 1928年（昭和 3年） - 三菱合資本社入社
- 1928年（昭和 3年） - 三菱鉱業福岡勤務
- 1929年（昭和 4年） - 三菱鉱業直方鉱業所
- 1941年（昭和16年） - 中国山東省招遠鉱山へ赴任
- 1942年（昭和17年） - 日本化成（三菱化成）黒崎工場庶務課長就任
- 1943年（昭和18年） - 大連、三菱関東州マグネシウム株式会社工場次長
- 1945年（昭和20年） - 大連より現地石河工場へ
- 1947年（昭和22年） - 帰還船大瑞丸乗船佐世保港へ
- 1947年（昭和22年） - 三菱化成工業株式会社（現三菱化学株式会社）総務部長就任
- 1950年（昭和25年） - 常務取締役黒崎工場長就任
- 1955年（昭和30年） - 東京本社
- 1958年（昭和33年） - 三菱化成工業株式会社（現三菱化学株式会社）社長就任
- 1963年（昭和38年） - 三菱化成工業株式会社（現三菱化学株式会社）会長就任
- 1964年（昭和39年） - 永楽トラベルサービス（現菱和ダイヤモンド航空サービス）株式会社社長就任
- 1967年（昭和42年） - 三菱化成工業株式会社（現三菱化学株式会社）相談役就任
- 1970年（昭和45年） - ユニオン映画株式会社取締役就任

## 人物

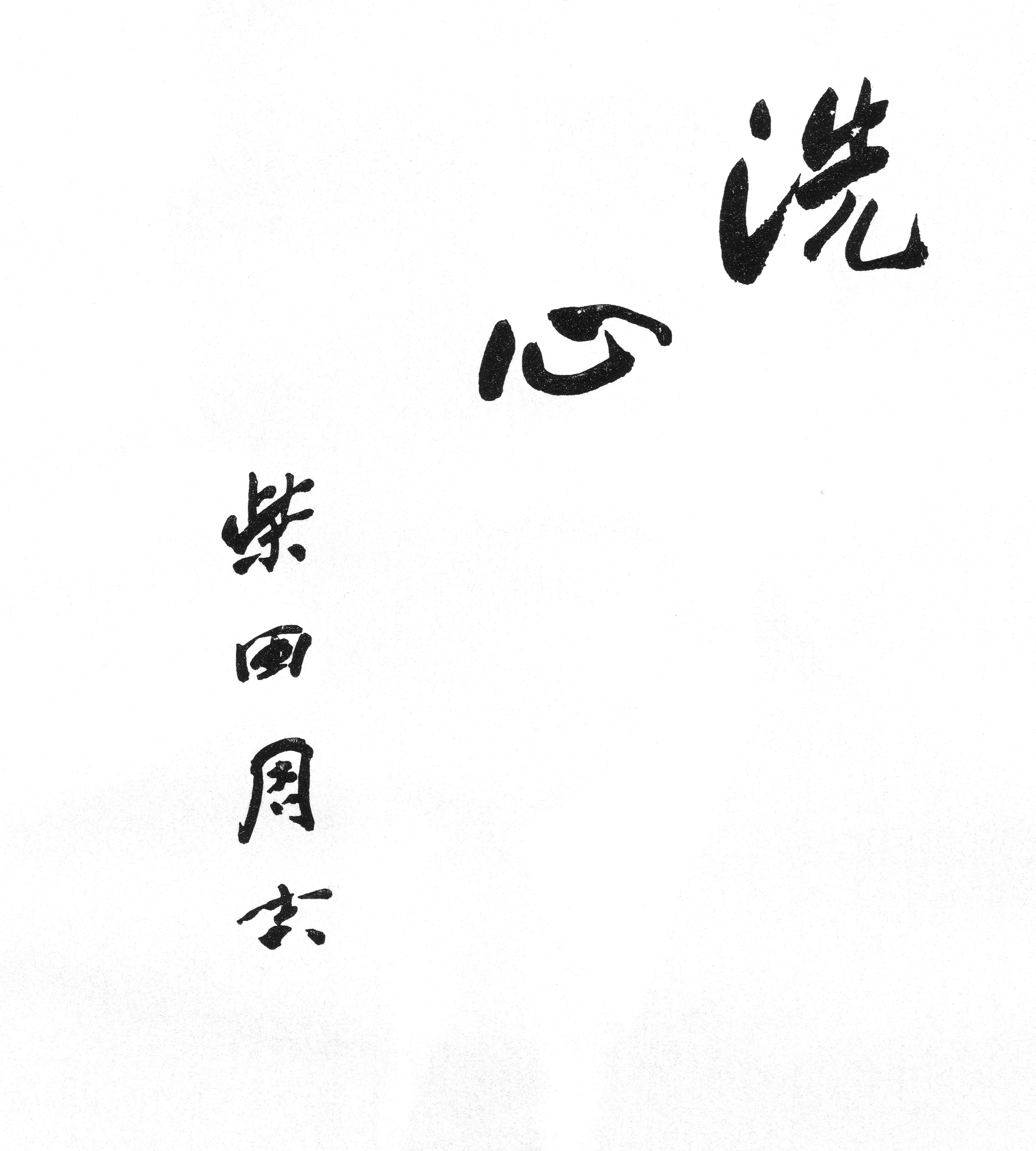
座右の銘「洗心」

桐蔭学園、茗渓学園、科学技術学園と全く異なる校風をもつ学校の理事長を兼任していた背景には、教育界に蔓延した形式主義や官僚気質に非を唱え、野の碩学を最も尊んだ柴田の～教育者も生徒も各々の個性の尊重ありき～というプリンシプルがみてとれる。
生前の側近であった鵜川昇（桐蔭学園2代目理事長）は、「形式的な行事が嫌いな人で喜寿の祝いの話も、胸像をつくる話も、いくら外からもちこまれてもOKしなかった」と、『柴田周吉自傳』のはしがきにて記述している。
柴田は教育者のありかたについて「教育は一に人、二に人、三に人である」と述べている。生前、教職員にはもっと高い給料を、と訴えていた。当時、教職員には手厚い待遇も特権もなくでもしか先生という用語が表すように優秀な人材が集まりにくい環境にあった。給与も教職は一般行政職より安く、スタートは高くても何年かたつと行政職の方が急にあがってくる。柴田曰く、優秀な人材は率先してやってくるような状態をつくらねばならないが、その為には手厚い待遇が肝心だ、と唱える。反面、タイムカードは教育には無関係だよ。超勤手当が欲しくて長時間働くなどという者には教育者の資格はないよ。残業どころか、ときには徹夜をしてだって子供を説き伏せ指導し、身を張って守っていかなくてはならないんだよ。何時がきたから今日はこれでおしまいなどは、教育者の考える事ではないぞ、と述べている。更に、国家百年の計という観点から教育を観て、教育の基盤をおろそかにした国で長く栄えたためしなどない。だからこそ私は、一般の水準より高い収入を呼びかけているのだ。医師は、場合によっては、ずいぶん辛い長時間の肉体的頭脳的重労働を強いられるが、彼らは社会的にも尊敬され、収入もゆたかではないか。子供を育てる仕事もそのように考えてゆかねばならない。と断言している。
かつて柴田自身が学生時代に覚えた「そこ（師範学校）で習った先生たちのつまらなさは、今でも不愉快でたまらない...ほとんどは高等師範出身だが、国学院卒とか、検定あがりとか、ずいぶん苦労をして師範の教職の資格をとった人もいた。が、その苦労が人間の味として稔らず、逆に杓子定規のセコセコした性格になってしまっていた。学力のある人もいたが、無味乾燥で生徒を感激させるものがないのだ。これは教育の基本として大事なことだと思う。」といった不満が、後の柴田の原動力となったのである。反対に代用教員ではあったが、石川啄木や安倍能成を例に挙げて「放埒無頼だが...類のない魅力で、子供たちに人気があったという（石川啄木）...学資が足りなくなって（一高入学前）代用教員稼ぎをされていたとき、ひどく人気があったとの話もきいた（安倍能成）」と、真の教育者に何が大切なのかを説いている。
死後、筑波大学新聞に投稿された柴田を偲ぶ記事に「業財界の大御所として、また、教育界の大御所として、一世を風靡して来られた人間柴田には、それだけにまた、人一倍の厳しさと高潔を自らに求めねばならず」とある。自らの功績を銅像等の装飾によって飾るをよしとせず、何より平素の在り方全てが生前の自宅の佇まい（エピソード参照）に無言で語られていたといえる。財界人として培い養った力を教育界の為、国家百年の計の為に全力をもってなげうったその在り方は、ただひたすらに未来ある若者を想い、国の礎を陰から育て支えんとする硬骨の士であり、強烈な人間愛そのものであった。

### 貧のぬすみ話（～村上素道老師）
村上素道（曹洞宗の禅僧・昭和17年鳳儀山聖護寺を再建）を敬愛していた柴田は産經新聞紙上に自身が連載していた随筆や『柴田周吉自傳』で以下の談話に触れている。柴田が三菱化成社長時、久しぶりに上京した村上素道老師を家中で迎えた。食事が済み、一同コタツのまわりをとりかこんだ折、柴田の次男（当時高校生）が同席していたこともあり、老師の話は自然と親子の話へ移った。「わたしのうちは子供が多くて、暮らしは大変だった。ときには、母親が盗みまでして子供に食べさせたものだった。それも行きづまって、最後には、とうとう私は寺にあずけられた。ときどき里帰りすることがあると、寺に帰るとき、母親は途中の小店のある所まで、淋しそうに見送ってくれた...とにかく、盗みまでして育ててくれた、母の恩は忘れられない。」柴田曰く、「世の諺に”貧の盗み恋の歌”というのがあるが、社会保障のない明治の初年のころは、貧困家庭は、子供を育てるためには、盗みでも何でもする以外に道がなかったのであろう。老師の母上の当時の犠牲とお苦しみも察しられるが、母上の盗みの話をなんらこだわりなく、とらわれることもなく話される話し振り、これは老師のお人柄からくるものであろう。ここまでくると、盗みの話も一つも不純なことではなくなってしまう。」と記述している。併せて柴田が幼少期（曰く７、８歳頃）に過ごした村で起きた米泥棒のエピソード（エピソード参照）に触れ、当時の農村は福祉施設も何もなく、食いかねるほど貧しいギリギリの状況下での出来事と語り、末尾に「鍛えに鍛えて、抜け切った人でなくてはこんな話はできるものでなく、また、聞けるものではない。」と結んでいる。（熊本に庵を結んでいた村上素道は黒崎の柴田-黒崎工場時代-を毎年訪ねて、柴田と若手達に法話を聞かせていた。）

### 筑波大学移転に関して
柴田（当時茗渓会副理事）と学友であった三輪知雄（初代筑波大学学長）が東京教育大学（後の筑波大学）学長に就任していた関係で、三輪より「もう、あの狭い小石川の校舎では教育出来ない」との相談を受ける。母校ということもあり、柴田曰く「学部が方々に蛸の足のように散らばっている環境はいただけない」と同意した。「たまたま河野一郎氏が筑波の土地を選んで筑波研究学園都市をつくるからそれに行かないか、との勧奨を文部省からうけた。じゃあいこうということになったが...」
「八年もの戦いだったね、三輪君は。彼は本当の教育家だよ。しかし、長い間ゴタゴタしてねえ。学長を救いだすとか、会合ができないからどうするとか、警察と役所と政府との連絡などの援護射撃が骨が折れたね。でもあれは僕の今までにやってきたことで、一番いいことの一つだと自負している。文部省があそこをモデル大学にしてさまざまの大学改革をおこなう橋頭堡なんだから、日本の大学のあり方が変わるよ。七十万坪もある広大さで、これは本郷の東大キャンパスから水道橋まであるというほどで、イギリスでいえば、エセックスとかサセックスとかいうところと比肩するほどのものになる。敷地の広さだけじゃなく、学術会議も国際会議もできる。ああいうところで国家有為の人材が育つ。いまはまだ不便だが、交通機関がそのうちできるからスーッといけるようになる。交通の便がよくなりゃ、いい先生たちも集まるようになる。学校という所は先生できまるな」と対談上で述懐している。
江田昌佑（元筑波大学副学長・元鹿屋体育大学学長）は『柴田周吉先生　筑波大学創設の大恩人』と題し「私が筑波大学創設にわずかながらも関わることができ、その後の草創期も全力を投入することができたのは、先生のご薫陶を得たおかげであり、わたし自身ひそかに誇としているところです。先生が筑波にご来駕の折、時に私を呼んで下さり種々お話し下さいました。大学は自由でなくてはならないこと、筑波大学はあくまで総合大学として発展すること、法科関係を充実させることなど、今でも私には生きた言葉として脳裏にあります。」と、その想い出を平成13年の寄稿文に記している。
柴田曰く「筑波大学完成後、付属校を東京に残す為に筑波に中学と高校を国費で作ることはできないか、ということで同窓会の茗渓会で作ったのが茗渓学園である。新しいタイプの国際的な学校である。将来が楽しみである。」と述べている。

### 合同葬
昭和57年10月2日午前8時50分　小脳出血のため、癌研究会付属病院にて84歳で死亡。葬儀（10月27日）は秋晴れの中、桐蔭学園、茗渓会、科学技術学園、三菱化成工業の合同葬というかたちで行われ、告別式も共に築地本願寺にて行われた。柴田の盟友及び当時の財界、政界の士が多数参列すると共に、柴田が最も愛した未来ある桐蔭学園、茗渓学園、科学技術学園の生徒卒業生達が律をもった美しい列をなすという、柴田らしい凛とした葬儀であった。現在は鎌倉霊園に眠る。

## 逸話
～思ってみれば、眼には見えないけれども、わたしたちの身のまわりには、こうした何十年かの因縁がいっぱいで、その縁にくくられているようにも思われる～（柴田周吉随筆より）
- 幼少年期、果樹に囲まれて育ったことから果物が好物であった。特に蜜柑を好み、～健康に良いからという理由からではなく、単においしくてたまらないから～とのことを述懐している。また、その実だけでなく、季節になると山一体から香る季節折りの果樹花の芳香を愛で、自身の幼少年期の記憶が香りとむすびついていることを特筆すべきことだ、と述べている。
- 柴田は「九州で活きのいい細鱗をふんだんに漁師から買って食べていた。のちに関東地方で暮らすようになって宴席で出される鯉コクや鱒の塩焼きといったものには閉口した。金魚の料理を食べさせられている気がしてならない。しかし茨城育ちの社員にいわせると、彼らは霞ヶ浦でとれた淡水魚を幼児から食べなれてきたので、あの泥臭さがないと魚を食べた気がしないのだと言う。信州の人たちも共通した事情で、川魚のあの特異な匂いがちょうど私の忘れかねたる蜜柑の芳香にあたるのであろうと思う。幼少時の教育とはこの一事を以てしても大事なことがよくわかるのだ」と述懐している。
- 小説『富島松五郎伝』（無法松の一生）岩下俊作著にふれ、「私自身、川筋気質という点で、人力車夫の松五郎と血の近さを感ずる」と自身を評していた。
- 河上肇著の『貧乏物語』の方が、私にとってヘーゲルよりずっと心を打った、と述べている。

- 柴田が幼少時に過ごした村で、ついに米泥棒（半俵程）がでた。当時、米ほど貴重なものはなかった為、村は一種のマス・ヒステリー状態となり、焼け火鉢をつかませて（柴田曰く“探湯ちの法”と軌を一にしているという）犯人を割りだす事となった。この案を聞いた時、柴田は子供心にも恐ろしく思ったと述懐している。結局、今日一椀の飯にもさしつかえる極貧家庭の男が名乗り出たが、村はその男を追放するでもなく、ただ寄付く人がいなくなり小屋は立ち枯れのようになったという。村のやり方に関しては「それだけ人間の心が淳朴だったともいえ、科学思想が乏しかったとの言い方もできる」と述べている。
- 篠原助市の『哲学概論』にて学問の本当の喜びを味わった柴田は、自身が東北帝大法文学部学生の際、当時嘉納治五郎から破格の待遇で東北帝大教授に迎えられた篠原に直で教えを受けるという幸運に恵まれた。柴田は篠原の語る「あの勿体ぶった風貌、規則ずくめの振舞い、盲従、偽善、若々しい自由のなさ、それが世にいう師範気質で、魂のない形式教育である」という痛烈な師範気質への批判に対し、私の感じていることと一つもちがわない、と記している。
- 人生の岐路を手助けした恩人について「人と人との邂逅がいかに人間社会で大きなことか～術策も何もない、山出しの飾り気のない人だけに、よけい尊く感じられた」と記している。
- 私は生来の性分で、「この人はいい」となると無条件に信頼する。仕事も任せるし従いもする。だが、虫の好かない相手にはどうしてもゆずれない。相手が上司であろうが何だろうが、気に入らなけりゃ横を向いて口をききはしないのだ～というような部分も自身の性格として評している。
- 終戦直後、三菱関東州マグネシウム株式会社工場長次長時代、大連の事務所に仕事でつめていた際に隣接する昭和製鋼所ビルに二百五十キロ爆弾が落とされたが、所用で外出していた為に死地を逃れた。
- 終戦後、侵入してきた二人のロシア人に前後からピストルをつきつけられ金品の供出を強要されて、楽器や金を出してひきとってもらったことが二度ほどあった、と記している。
- 終戦後の混乱の中、大連残留二十万人の日本人のうちのひとりであった際、工場に篭城の身となった柴田はその際聞いたロシア民謡の大合唱に敵味方という感情や自身が敗戦国の民という念すら忘れ、彼らは遠く祖国を離れこの南満州の地にて故国をしのぶありったけを胸から吐きだしている。この人間の真情の前には、共産主義も資本主義もないことが実感として胸にしみ透った、と記述している。
- 黒崎工場時代、再び東京に住む事が決まった際、郷里に残るかぞえ年90歳になった老母と交わした「日曜日の晩には必ず母さんに電話するから」という約束を、95歳を過ぎた母が自ら受話口にでられなくなるまで守り続けた。その後は取り次ぎの電話に頼ることになったが、本人曰く哀痛腸を噛む思いだったという。
- 黒崎工場時代、大晦日には郷里実家に戻り老母と弟と食事をする習わしであったが、ある晩月下を社宅に戻る際、自身が幼少の頃より愛でた神社の松が（社殿新築にかかる予算捻出の為）切られることを知り、自腹で松を買い取る。そのお金で社殿は無事新築され、件の松も無事残る事となった。自身は東京にある際にこの松を想い、石川啄木の「ふるさとの山に向ひて言ふことなし、ふるさとの山はありがたきかな」と諳んじ勇気をもらったという。
- 教育を目指しながらも自身の言う「邂逅」に導かれるように経済界に活きていた柴田を再び教育界に戻したのは、当時の都知事であった東竜太郎である。その際に「水陸両生動物だよ、柴田さんは。産業界のことはベテランだしもといた教育界のこともよくわかる。都の教育委員は非常に重要な大役だから、単純な経験の人ではつとまらない。柴田さんのような両生動物にぜひ力になってもらいたい」と口説かれたと記述している。
- 経済雑誌『財界』に「三菱化成の柴田社長は、人も知る稀代の学校狂である。宴会たけなわで話題が学校のことになると芸者達を追い払って…学校談義をはじめたらとどまるものではない」という主旨のコラム記事が載った際、苦笑いしながら「やはり餅は餅屋、記者はよく観察している」と語った。
- 都教育委員を任命されていた際の持論は「教育も事業も宗教も、成功するか失敗するかは人事できまる」であった。
- 昭和34年から東京都が教頭校長試験を導入したことにより、今までの情実登用による弊害は減少されたが、選考が機械的すぎるという難点に悩む。が、試験の帳ヅラだけでなく人物評定も加味することを模索し、口述試験を取り入れ、人柄の聞き込みまでも行ったが最後まで弊害は避けられなかった、と柴田はいう。「実際の教育はやらずに試験に受かる勉強ばかりする人々もいた。まぁ、これはどの役所でも警察でも同じ事だが」と記している。
- 柴田は桐蔭学園創立以前、かねてから昵懇であった東急創設者の五島慶太に自身の学園にかける夢を話していた。しかし五島翁は「柴田君、君がやるよりそれは俺がやるよ。我が社で持っている地域に早稲田、慶応に匹敵するような大学園をつくるんだからな」と言いながらも果たさずして亡くなられた。後継ぎの五島昇は「我が社はもっと先にやることがあるので教育の方は後回しになるからこの際譲りましょう」とのことになり、現在の桐蔭学園の土地の一部を分けていただいた、と記している。
- 柴田が三菱化成で黒崎工場長をしていた際、新制（1962年、日本の急激な経済成長に対応しようとして新たに創設された高専制度）の欠点というのは工業高校卒の社員達の上は一ぺんに大学工学部卒のエンジニアになってしまう。中間がない故とても苦労した。やはり昔の高専制度はうまくできていたのだ。それで私は唱えて、桐蔭学園に実現した、と記述している。
- 科学技術学園理事長の際、「東京電力、トヨタ、東芝、等大手会社は中卒を工場に入れる。しかし、この人たちも中学だけでは満足出来ないし会社も満足しない。ならば、この人たちに技術を教え、工業高校の卒業資格を与えよう。それが学園の趣旨だ。その教育をテレビで行い、通信教育をほどこし、学校の先生に集中してきてもらって、スクーリングと三本立てでやる。費用は当人の負担の一ヶ月千円、会社は千二百円程度しか要しない。この学園の仕事は地味だが、実にやり甲斐のあるものだ、と記述している。
- 科学技術学園の趣旨に、働きながら勉強して立派な資格をとって、科学技術の底辺のところでじっとまじめに働きつづける。人間として一番尊い存在だと私は信じている。当時、毎年八百人から一千人位の卒業生が国立教育会館の講堂に集まる。ちょっと特徴のある感激的な卒業式で、金持ちのドラ息子の教育よりはるかに上等なもので、教育関係者としての喜びを本当に噛み締めるのはこの時である、と記述している。
- 柴田曰く「筑波大学完成後、付属校を東京に残す為に筑波に中学と高校を国費で作ることはできないか、ということで同窓会の茗渓会で作ったのが茗渓学園である。新しいタイプの国際的な学校である。将来が楽しみである。」と述べている。
- 趣味でテニスとゴルフを嗜んだが、ゴルフは60歳になってから始めた為、お世辞にも上手といえない腕前であった。
- 会長をつとめた宝満会は、本人も会員であった石橋幹一郎（柴田と交流のあった石橋正二郎の長男）に頼まれて名付けた。その際の葉書脇付に侍司石橋幹一郎と筆されているが、吉兆にて笑顔で収まる写真にはふたりの親子のような温かな関係が写されている。石橋幹一郎は柴田の三回忌までその誠ある礼を尽くした。
- 出光兄弟（佐三・計助）との交流のなかで、柴田は一子の仲人をしたことがある。
- 同じ九州出身であり、ともに日本経済団体連合会でつとめた財界人である今里広記とは会食を共にしながら語り合った。下戸だった柴田を前に今里は日本酒に赤ワインを楽しんだという。
- 大平正芳や五島慶太とは世田谷の自宅が隣同士といえる程近隣だったこともあり、公私に交わっていた。
- 森山欽司、森山眞弓夫妻は公私共に交流深く、柴田は夫妻の銀婚式に参加したり夫妻は柴田の葬儀から三回忌も含め参列して礼を尽くした。
- 有田一寿が1974年の第10回参議院議員通常選挙に自由民主党公認で福岡県選挙区より立候補した際、その当選に尽力した。
- 柴田育英会設立当初（昭和56年）の役員には理事長柴田周吉を筆頭に常務理事に長浜恵（茗渓会事務局長）、理事には井内慶次郎（国立教育会館館長）、中村俊男（三菱銀行頭取・全日本銀行協会会長）鈴木永二（経団連会長）福田信之（筑波大学学長）らが、監事には加藤勇（三菱信託銀行頭取）らが着任した。
- 死亡当時、筑波大学紫峰会副会長の安倍二郎が筑波大学新聞に故人を偲び寄稿した記事で「人間柴田こそ、古の先哲が師道の真髄として高く掲げた（真而温和不同慈而厳）の訓を文字通り地で描き貫いた、希有の大実業家であり大教育者の権化であった」と高潔を善しとした柴田の、同時に飾りのない人間愛にもふれつつ、その想いを綴っている。

- 生前、世田谷にあった自宅は簡素な平屋の木造家屋で、初めてその邸宅を訪れる者は素朴な家の外観と柴田の社会像とのギャップに門前で同姓異人を疑い、あえて付近の豪邸を探して迷子になったという逸話が複数ある。
- 死後、遺産があまりに少ないことを不審に思った国税局が調べるも、晩年における自身の集大成として将来ある若者を思い設立した柴田育英会にそのほとんどを寄付していた真実を知り、教育者の真ある姿に税務官をも驚愕させた事実をもつ。
- 平成13年に松島鈞は柴田を偲んで、1947年に定められた教育基本法の第三条（旧）にふれ、「経済的理由によって修学困難な者に対して奨学の方法を講ずることを求めている。このように考えるとき、柴田周吉先生が貴重な浄財を基金として育英会を創立されたことはまことに敬服の値する教育活動であり、高く評価されなければならないものである。」と柴田育英会二十周年記念誌に寄稿している。また、栗林忠男（慶応大学教授）は教育への熱い想いが根底にあったことはいうまでもないが、それとともに子孫のために美田を遺さずという柴田なりの人生哲学が大きく働いていたことが伺われる」と評されていることにふれ、「個人的資産の社会的還元を果断に決断された先生のご遺志が、この度の創立20周年を経て、関係者の一層の努力により、今後とも有効に実現されていくことを心から念願したい。」と寄稿している。
- 生前の側近であった鵜川昇（桐蔭学園2代目理事長）が『柴田周吉自傳』のはしがきにて、形式的な行事が嫌いな人で喜寿の祝いの話も、胸像をつくる話も、いくら外からもちこまれてもOKしなかった、と記述している。
- 平成2年10月に筑波大学平砂学生宿舎共用棟ホールに胸像が建立されている。（発起人・柴田周吉伝刊行委員会、胸像制作・伊藤鈞、題字・岡本政弘）
- 三菱化成会長時代、産経新聞に随想「思うこと」というタイトルで第一部（全18回）昭和37年2月から同年6月まで、第二部（全26回）昭和39年2月から同年7月まで、随筆を連載していた。